# Jens Larsen (Volleyballspieler)
Jens Larsen (* 22. August 1969 in Aalborg) ist ein ehemaliger dänischer Hallen- und Beachvolleyballspieler.

## Karriere
Jens Larsen spielte in den 1990er Jahren Hallenvolleyball in der Bundesliga beim SV Bayer Wuppertal, mit dem er zweimal Deutscher Meister und einmal DVV-Pokalsieger wurde. In dieser Zeit belegte er Spitzenplätze in den Ranglisten des deutschen Volleyballs in den Kategorien Abwehr, Annahme und Angriff. In der Dänischen Nationalmannschaft hatte er 158 Einsätze. Jens Larsen spielte auch Beachvolleyball an der Seite von Jesper Hansen, mit dem er 1999 an der Weltmeisterschaft und 2000 an der Europameisterschaft teilnahm.
Später war Larsen Trainer, zunächst in Dänemark bei Marienlyst Odense und von 2005 bis 2009 bei seinem früheren Verein Bayer Wuppertal.
Heute arbeitet Jens Larsen als Vermögensberater in Wuppertal.